# Arbeit macht frei

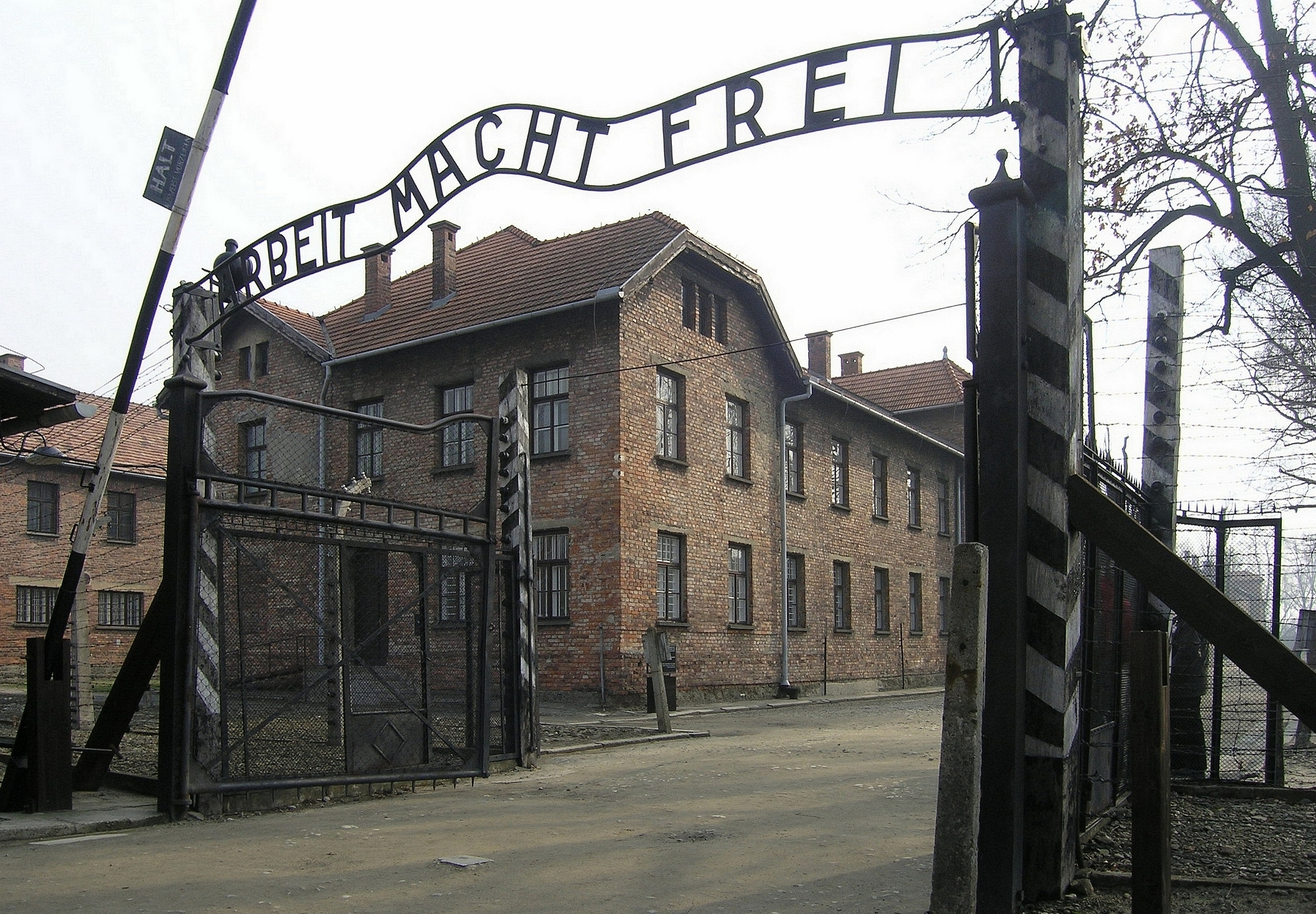
La scritta all'ingresso di Auschwitz

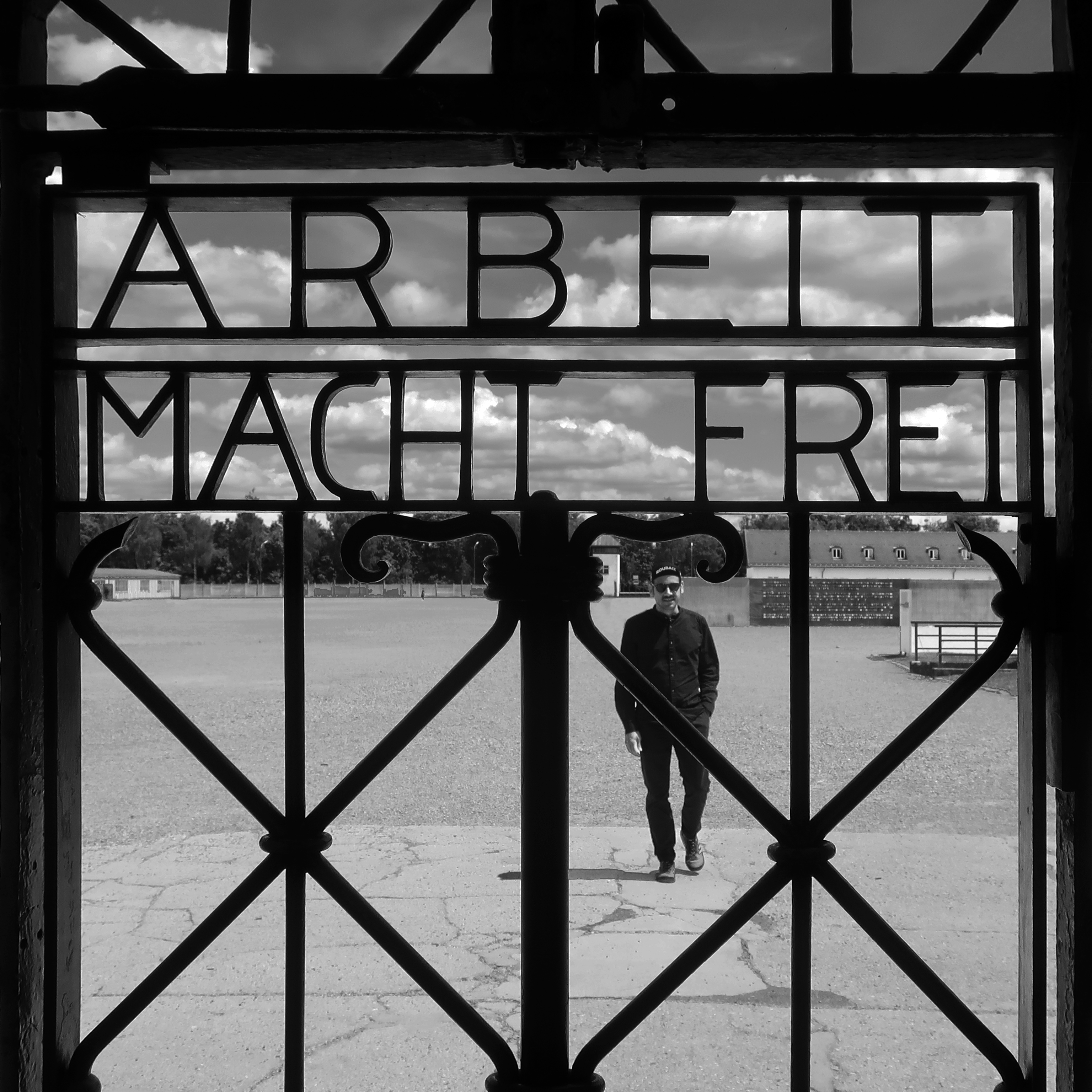
La scritta sul cancello d'ingresso di Dachau

Arbeit macht frei (in tedesco Il lavoro rende liberi; /ˈaɐ̯baɪt ˈmaxt ˈfʁaɪ/) era il motto posto all'ingresso di numerosi lager prima e durante la seconda guerra mondiale.
La scritta assunse nel tempo un forte significato simbolico, sintetizzando in modo beffardo le menzogne dei campi di concentramento, nei quali i lavori forzati, la condizione disumana di privazione dei prigionieri e solitamente il destino finale di morte contrastavano con il significato del motto stesso.

## Storia
La frase è tratta dal titolo del romanzo del 1873 dello scrittore tedesco Lorenz Diefenbach e venne usata per la prima volta nel 1933 nel campo di concentramento di Dachau.

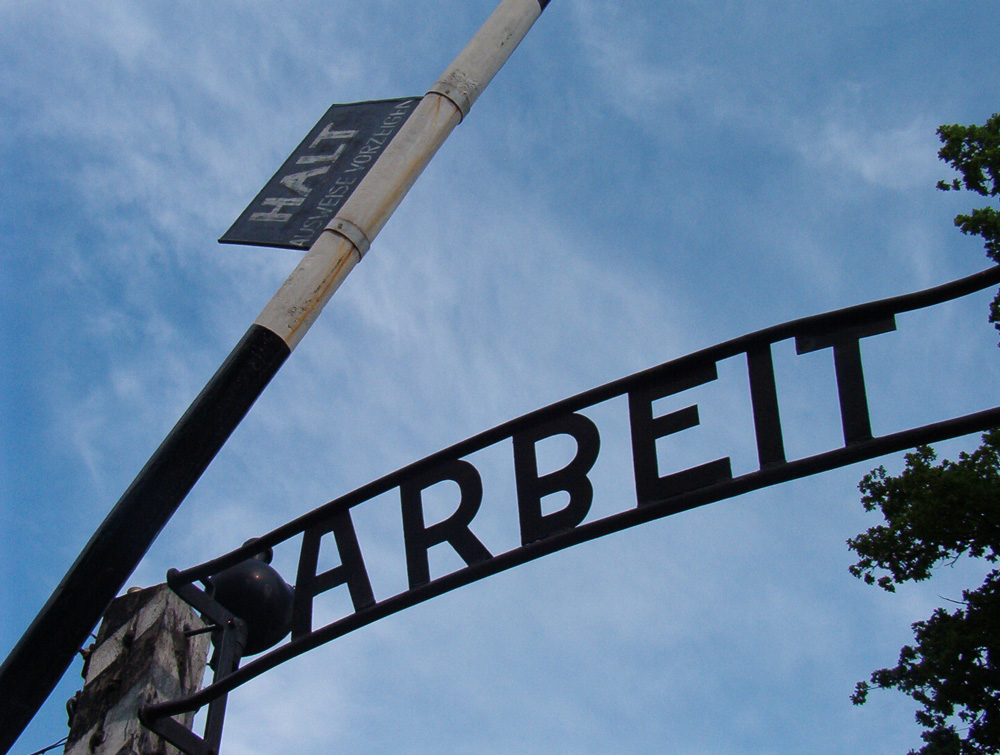
Particolare della lettera «B» saldata sottosopra (Auschwitz I)

Solo nel 1940 la scritta venne utilizzata anche per Auschwitz, probabilmente per decisione del maggiore Rudolf Höß, primo comandante responsabile del campo di sterminio. I prigionieri che lasciavano il campo per recarsi al lavoro, o che vi rientravano, erano costretti a sfilare sotto il cancello d'entrata, a volte accompagnati dal suono di marce marziali eseguite da un'orchestra di deportati appositamente costituita; tuttavia, contrariamente a quanto rappresentato in alcuni film, una buona parte dei prigionieri era detenuta nel campo di Birkenau e non passava quindi da questo cancello.
Jan Liwacz, prigioniero polacco non ebreo numero 1010 entrato ad Auschwitz il 20 giugno del 1940, venne incaricato di forgiare la macabra scritta. Di professione fabbro, era a capo della Schlosserei, l'officina che fabbricava lampioni, inferriate e oggetti in metallo. Nel costruire la scritta, Liwacz decise di saldare la lettera «B» della parola Arbeit sottosopra, per indicare moralmente il proprio dissenso. Tale gesto di ribellione intellettuale assunse notorietà e un forte valore simbolico solo molti anni dopo, sino ad essere rappresentato in forma di statua nel 2014 di fronte alla sede del Parlamento europeo a Bruxelles.
Questo motto era presente in molti campi di concentramento e sterminio (ed è ancora presente per memoria storica nei campi dismessi) tra i quali il campo principale di Auschwitz, Dachau, Flossenbürg, Gross-Rosen, Sachsenhausen e il ghetto-campo di Terezin.

## Atti vandalici contro la memoria
La mattina del 18 dicembre 2009 le forze di sicurezza polacche si accorsero del furto della scritta presente sopra il cancello di ingresso di Auschwitz: il telaio metallico era stato svitato su un lato e divelto dall'altro. Il furto era probabilmente avvenuto tra le 3:00 e le 5:00 del mattino. I responsabili del furto, un gruppo di neonazisti negazionisti, furono arrestati il 21 dicembre. La scritta, che era stata spezzata in tre parti, fu ritrovata nel nord del paese. Restaurata, è stata collocata nel museo presente all'interno del campo e sostituita da una replica.
Anche a Dachau il cancello con la scritta Arbeit Macht Frei venne danneggiato nella notte tra il 1º e il 2 novembre del 2014 e la scritta rubata. L'episodio attirò l'attenzione internazionale perché rinnovava la grave profanazione che già si era avuta ad Auschwitz con l'analogo furto. Il 2 dicembre 2016 la polizia dell'Alta Baviera annunciò il ritrovamento della cancellata nella città norvegese di Bergen, in seguito ad una segnalazione anonima.